# グロロ

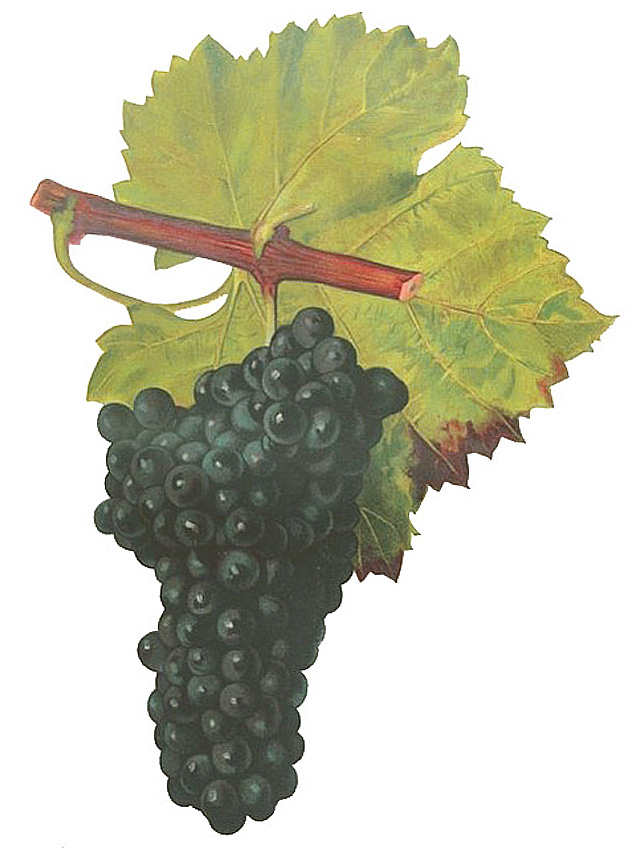
グロロ種

グロロまたはグロロー (Grolleau) は、フランスのロワール地方、とくにアンジュ地方で多く栽培されている赤ワイン用ぶどう品種（黒ぶどう）である。品種名はフランス語のgrolle（からす）からで、果皮の色が濃い紺色で、からすの羽の色に似ているからである。
本来は赤ワイン用の品種であるが、これで作った赤ワインはえぐみや酸味が強く、いわゆる刺激性強い香味で、その割にはこくのあるワインにならないため、現在はもっぱらロゼワインに作られている。大量生産され、フランスのロゼワインとしては最もポピュラーで、かつ安価なロゼ・ダンジュは、この品種を中心に作られている。
同じ発音でgroslot, grosleauなどとつづられることもあり、別名もかなり多い。